# ريان كورديرو
ريان كورديرو (بالإنجليزية: Ryan Cordeiro)‏ هو لاعب كرة قدم أمريكي، ولد في 6 مايو 1986 في Highland Mills, New York ‏ في الولايات المتحدة. لعب مع دي.سي. يونايتد.

## وصلات خارجية
- ريان كورديرو على موقع الدوري الأمريكي (الإنجليزية)
- ريان كورديرو على موقع قاعدة بيانات كرة القدم.إي يو (الإنجليزية)